# 吐鲁番扎萨克旗
吐鲁番扎萨克旗俗稱吐魯番回旗，是清代新疆东部吐鲁番地方的一个旗，清中期額敏和卓家族归顺清廷後获封世袭扎薩克。清末新疆設省時旗制廢除，仍保留其閒散回部王公爵位。

## 历史沿革
清朝康熙五十九年（1720年），額敏和卓归顺清廷。此后，额敏和卓一直效忠清廷，成为吐鲁番地方最为显赫的人物。雍正十年（1732年），额敏和卓接受清廷建议，率所属万余回人（今维吾尔族先民）迁居甘肃安西厅瓜州:48。启程时，清廷封额敏和卓为辅国公。到达瓜州，给予额敏和卓扎薩克的印信，“俾总领其众”，称他为扎萨克公。其他回部头目按功次分为一至四等。“照番民土司之例给与正副千户职衔”。故当代研究者指，此时，清廷仅给予额敏和卓扎萨克的官衔，并未实行扎萨克旗制:1。
乾隆十九年（1754年），理藩院派出官员至瓜州，正式以额敏和卓属民编立吐鲁番扎萨克旗。“置管旗章京、副管旗章京、参领、佐领、骁骑校各员，如哈密例”。设有十五佐领，二參領、二副章京、一管旗章京，二协理旗务台吉。借鉴了康熙三十六年（1698年），在哈密地方所设的哈密扎萨克旗，即哈密回王旗:48。
乾隆二十年（1755年），清廷平定准噶尔，控制吐鲁番地方 。乾隆二十一年（1756年），額敏和卓率部迁回吐鲁番鲁克沁（今鄯善县鲁克沁镇）。当时，原巴拜汗曾孙、达尔汗伯克莽噶里克势力在吐鲁番城一带。管辖吐鲁番西部自哈喇和卓稍西的阿斯搭克至伊拉里克地方。双方以吐鲁番中部的哈喇和卓城为界。此后，莽噶里克卷入准噶尔余部的叛乱。额敏和卓则支持清廷晋封贝子。莽噶里克死后，他的属地及属民，即哈喇和卓以西的吐鲁番地区全部归属额敏和卓管辖:3。
乾隆二十二年（1757年），准噶尔大台吉噶勒藏多尔济附而复叛，所属一百余户回人投诚。此批回人原属哈喇沙尔地区伯克托克托。清廷安排其暂住吐鲁番鲁克沁（今鄯善县鲁克沁镇），归額敏和卓管辖。乾隆二十三年（1758年），生活在吐鲁番西南五百里罗布淖尔的罗布绰尔人归附，被清廷划归额敏和卓管辖:4。
乾隆二十四年（1759年），清廷平定大小和卓之亂。协助清军平乱的额敏和卓，因军功加恩晋封为多罗郡王:48，称吐魯番回部札薩克多羅郡王。乾隆二十六年（1761年），清廷将莽噶里克属下、罗布绰尔人等原不属于额敏和卓的属民划出，以伯克制管理，归辟展大臣统辖:4。
乾隆四十年（1775年），额敏和卓逝世，次子蘇賚璊袭郡王。他因罪消爵，清廷调整其领地与属民。乾隆四十四年（1779年），清廷以吐鲁番城为中心设吐鲁番直隶厅，建城、驻兵、屯田，实行军府制管理。吐鲁番直隶厅以外的土地仍属吐魯番郡王、台吉等属下回人:4。